# Bundesstraße 187
De Bundesstraße 187 (ook wel B187) is een weg in de Duitse deelstaten Saksen-Anhalt en Brandenburg.
Ze begint bij Dessau-Roßlau en loopt verder langs de stad Lutherstadt Wittenberg en verder naar Holzdorf. De B187 is ongeveer 70 km lang.
Routebeschrijving
Ze begint in het Dessau-Roßlau op en kruising met de B184. De B187 l kruist bij afrit Coswig de A9, loopt door Coswig ten noorden van het centrum sluit de B107 aan. Ze kruist de rivier de Elbe en komt men door Lutherstadt Wittenberg, waar ze samenloopt met de B2. De B187 komt door Elster en Jessen naar Brandis. Ten oosten van Brandis ligt de deelstaatgrens met Brandenburg
Bandenburg
Niet ver ten oosten van de deelstaatgrens eindigt de B187 op een kruising met de B101.
B1 · B2 · B4 · B6 · B6n · B7 · B19 · B27 · B62 · B71 · B71n · B79 · B80 · B81 · B84 · B85 · B86 · B87 · B88 · B89 · B90 · B91 · B92 · B93 · B94 · B95 · B96 · B97 · B98 · B99 · B100 · B101 · B107 · B115 · B156 · B169 · B170 · B171 · B172 · B172a · B172b · B173 · B174 · B175 · B176 · B178 · B180 · B181 · B182 · B183 · B183a · B184 · B185 · B186 · B187 · B187a · B188 · B189 · B190 · B190n · B242 · B243 · B244 · B245 · B245a · B246 · B246a · B247 · B248 · B248a · B249 · B250 · B278 · B280 · B281 · B282 · B283 · B285
B1 · B2 · B4 · B5 · B75 · B76 · B77 · B87 · B96 · B96a · B96b · B97 · B101 · B102 · B103 · B104 · B105 · B106 · B107 · B108 · B109 · B110 · B111 · B112 · B112n · B113 · B115 · B122 · B156 · B158 · B166 · B167 · B168 · B169 · B179 · B182 · B183 · B187 · B188 · B189 · B190n · B191 · B192 · B193 · B194 · B195 · B196 · B197 · B198 · B199 · B200 · B201 · B202 · B203 · B204 · B205 · B206 · B207 · B208 · B209 · B246 · B320 · B321 · B404 · B430 · B431 · B432 · B434 · B435 · B495 · B501 · B502 · B503